# Manfred Rulffs
Manfred Rulffs (født 6. marts 1935 i Kiel, død 15. januar 2007) var en tysk roer, olympisk guldvinder og dobbelt europamester.
Rulffs viste som ung talent for roning og stillede op for den lokale klub, Ratzeburger RC, der i den periode ofte samarbejdede med ATV Ditmarsia Kiel i konkurrencer. I 1958 vandt han først det vesttyske mesterskab og derpå EM i firer uden styrmand med en besætning sammensat af Kiel- og Ratzeburg-roere. Samme år blev han også vesttysk mester i otteren, hvilket gentog sig de to næste år. I alt vandt han syv vesttyske mesterskaber, og otteren vandt også EM i 1959 ganske overlegent.
Otteren repræsenterede det fællestyske hold ved OL 1960 i Rom, hvor USA var storfavorit, idet de havde vundet samtlige de olympiske finaler, de havde deltaget i indtil da. Tyskernes EM-vindere fra 1959 var blandt de både, der blev set som mulige konkurrenter til OL-titlen, og tyskerne mødte op med et nyt åredesign. I indledende heat vandt de da også sikkert, hvorpå de vandt finalen i ny olympisk rekord foran Canada og Tjekkoslovakiet, mens USA meget overraskende måtte nøjes med en femteplads. Besætningen bestod foruden Rulffs af Klaus Bittner, brødrene Frank og Kraft Schepke, Karl-Heinrich von Groddeck, Karl-Heinz Hopp, Walter Schröder, Hans Lenk og styrmand Willi Padge. Han modtog i både 1959 og 1960 sammen med resten af otterbesætningen Vesttysklands fineste sportspris, Silbernes Lorbeerblatt.
Efter afslutningen af sin aktive karriere blev Rulffs skolelærer, men i 1965 hentede hans tidligere træner ham tilbage til rosporten som hjælpetræner. Fra 1968 var han hovedansvarlig for de vesttyske ottere, en position han beholdte indtil 1981, hvor han vendte tilbage til lærergerningen.

## OL-medaljer
- 1960:  Guld i otter